# Proclamació

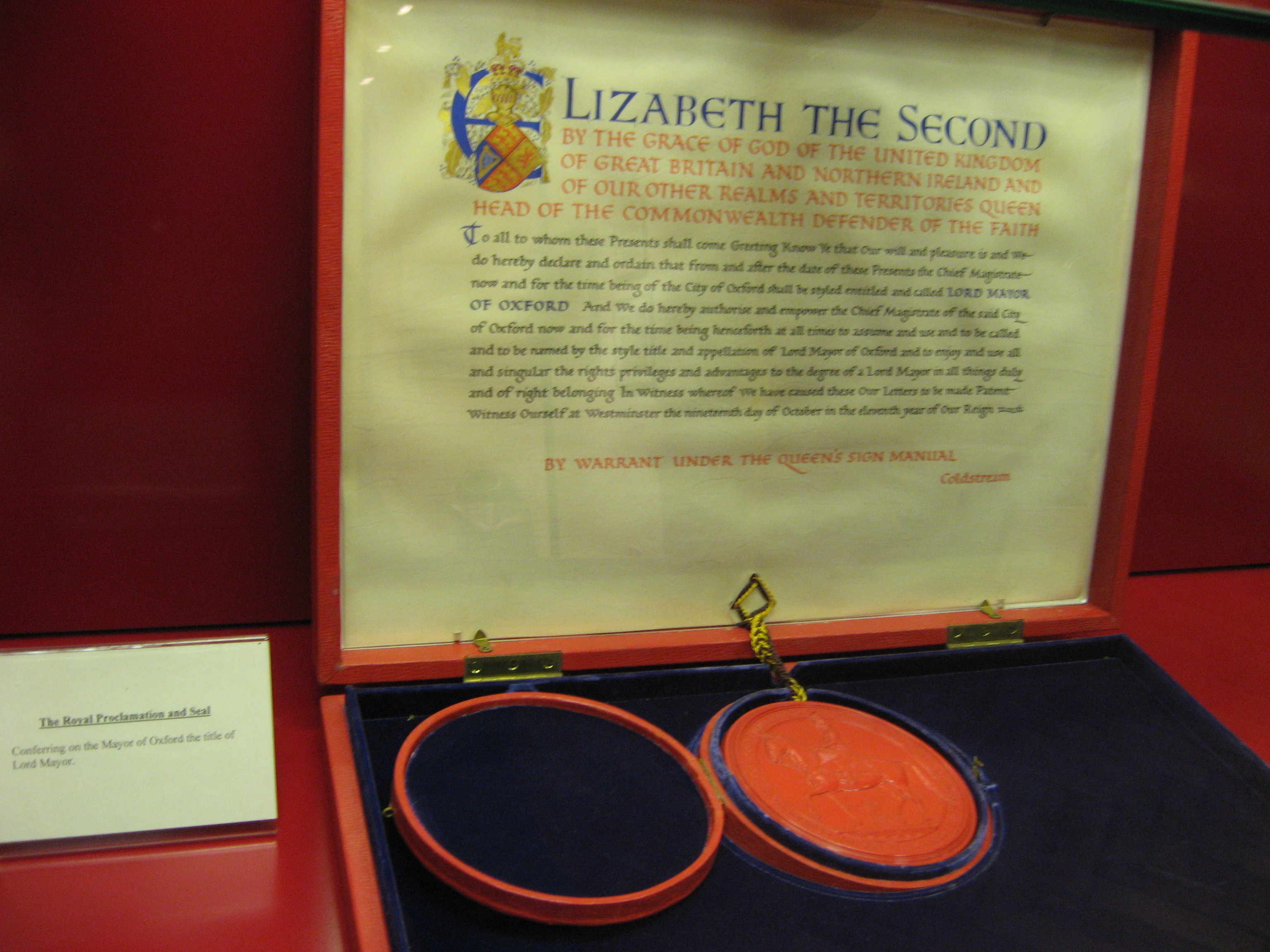
Proclamació reial per a Lord Mayoralty.

Una proclamació és un anunci solemne i públic emès de l'autoritat pública al poble. Aquest terme deriva del llatí proclama, que al seu torn està compost dels termes pro-clamar en el sentit d'a"anunciar" públicament. Actualment aquest terme es fa servir per indicar la designació oficial del Cap d'Estat (per exemple, en l'expressió: proclamar el nou president, proclamar els resultats electorals, etc.)
En el Dret d'Anglaterra (English law) una proclamació és un anunci formal ("royal proclamation"), fet sota el gran Segell (great seal), d'algun tema sobre el qual el King in Council o el 
Queen in Council desitja que els seus súbdits sàpiguen: per exemple, la declaració de guerra, o l'estat d'emergència, etc.
Per extensió es defineix com a tal, també a un decret o una ordre.

## Proclamació en el Dret internacional
En Dret internacional la Proclamació és el document amb el qual un òrgan competent d'un Estat dona públicament les raons d'una decisió que ha pres el seu govern.

## Proclamacions notables en la història
| nome                            | any  | emissor                                                                 | conseqüències |
| ------------------------------- | ---- | ----------------------------------------------------------------------- | ------------- |
| Proclamació reial de 1763       | 1763 | Jordi III, Rei del Regne Unit                                           |               |
| Proclamació de París            | 1814 | Tzar Alexandre I de Rússia                                              |               |
| Proclamació de Rimini           | 1815 | Joaquim Murat                                                           |               |
| Proclamació de Moncalieri       | 1849 | rei Vittorio Emanuele II de Savoia                                      |               |
| Proclamació de Badoglio de 1943 | 1943 | Pietro Badoglio, President del Consell de ministres del Regne d'Itàlia  |               |
| Proclamació Alexander           | 1944 | Harold Alexander, Comandant en cap de les tropes aliades al Mediterrani |               |